# Erik Herløv Nielsen
Erik Herløv Nielsen (24. december 1923 i Irkutsk, Rusland - ca. 1995) var en dansk nazist, som under 2. verdenskrig gjorde tjeneste i Frikorps Danmark.
Han blev født i Rusland af en russisk mor, der var gift med en dansk mand. Faderen arbejdede som telegrafist i Store Nordiske Telegrafselskab i nogle år, men i 1930'erne så det sort ud for familien. Telegrafstationerne lukkede én efter én, og Herløv Nielsens far blev anklaget for spionage. Resten af familien flyttede i 1936 hjem til Danmark. Faderen kom til Danmark efter 11 måneder i fangenskab. Oplevelsen i det russiske fængsel gjorde familien stærkt anti-kommunistisk og nazistisk.
Som 17-årig meldte Erik Herløv Nielsen sig til tysk tjeneste. Han var da allerede medlem af NSU og fulgte sin leder i NSU Christian Frederik von Schalburg, da denne meldte sig til tysk tjeneste. Herløv Nielsen var særligt knyttet til von Schalburg, da de begge blev født i Rusland, begge hadede kommunisterne og talte flydende russisk.
Herløv Nielsen kom senere til Frikorps Danmark, hvor han begyndte som menig. Da Schalburg blev kommandør for Frikorpset, samlede han de tidligere medlemmer fra NSU i den samme gruppe i 3. kompagni. Herløv Nielsen var blandt dem. Han blev translatør ved afhøring af krigsfangerne.  Han endte efter få år som Untersturmführer. Det svarer til løjtnant.
Den 28. januar 1944 blev han som ordonnansofficer sendt ud for at finde et kompagni, der er faret vild. Han ankom til en landsby, som i mellemtiden faldet i russernes hænder. Han blev beskudt og såret i benet. Da han klagede sin nød på russisk, skånede fjenden hans liv, og han blev afhørt. Det blev begyndelsen på mere end ni år i russisk fangenskab.
I 1950 blev han i en russisk fangelejr idømt 25 års straffearbejde, da dødsstraffen midlertidigt var blevet afskaffet. Han blev frigivet som en af de sidste danskere den 3. november 1953.
Senere skrev han bogen "Fjendeland" om sine oplevelser i Frikorpset og i de russiske fangelejre.